# Nadejda Patrakeïeva
Nadejda Patrakeïeva-Andreïeva (en russe Надежда Патракеева-Андреева), née le 3 janvier 1959 à Kirovsk et morte le 11 août 2014, est une skieuse alpine soviétique.

## Résultats sportifs

### Coupe du monde
- Résultat au classement général : 58e en 1979. : 20e en 1980. : 27e en 1981. : 73e en 1982. : 86e en 1984.

### Championnats du monde de ski alpin
- Schladming 1982 slalom géant : 11e.

### Jeux olympiques d'hiver
- Lake Placid 1980 slalom géant : 12e. slalom : 6e.
- Sarajevo 1984 slalom : 14e.